# Arthur Kaspar (Schiff)
Die Arthur Kaspar ist ein Schlepper mit Eisbrechereigenschaften, der von 1955 bis 1995 für die Wasserstraßen- und Schifffahrtsverwaltung des Bundes in Dienst war. Nach einer umfangreichen Instandsetzung und Renovierung ist das Schiff seit 2008 in Wien registriert.

## Geschichte
Das Schiff wurde im Auftrag der Wasser- und Schifffahrtsdirektion Süd und der Rhein-Main-Donau AG als Baunummer 1396 von der Schiffswerft Christof Ruthof in Mainz-Kastel gebaut und am 29. November 1955 abgeliefert. Die Arthur Kaspar war danach zunächst beim Wasser- und Schifffahrtsamt Würzburg stationiert und verlegte nach dessen Auflösung in den späten 1970ern zum Wasserstraßen- und Schifffahrtsamt Schweinfurt.
Die Arthur Kaspar kam auf dem Main und beim Bau des Main-Donau-Kanals als Schlepper, Eisbrecher und Bereisungsschiff zum Einsatz. Nach einem Maschinenschaden wurde das Schiff 1995 außer Dienst gestellt und als schwimmendes Clubheim an die Motorschifffahrt-Donaufreunde Straubing verkauft.
Zwei Mitglieder des Wiener Vereins Freunde Historischer Schiffe entdeckten 2005 das heruntergekommene Schiff in Straubing und erkannten seinen technisch-historischen Wert. Durch die relativ frühe Außerdienststellung war die Arthur Kaspar nie modernisiert worden und nahezu im Auslieferungszustand von 1955 erhalten. Sie wurde von einer Eignergemeinschaft erworben und im September 2005 zum Museumshafen Korneuburg überführt. Dort wurde die Arthur Kaspar unter der Leitung der Freunde Historischer Schiffe umfassend instand gesetzt und renoviert. Der Sechszylinder-Schiffsdieselmotor von den Motorenwerken Mannheim war im November 2007 wieder betriebsfähig und im Dezember 2008 erhielt das Schiff seine österreichische Zulassung. Danach wurde die Arthur Kaspar vom Verein als Traditionsschiff eingesetzt.
Im Sommer 2010 hat der Kapitän Franz Scheriau die Arthur Kaspar erworben. Er hat das Schiff im Freudenauer Hafen stationiert und bietet es für Ausflugsfahrten an.